# Jean Nohain
Pour les articles homonymes, voir Nohain (homonymie).
Jean Nohain, dit « Jaboune », de son vrai nom Jean Marie Pierre Étienne Legrand, né le 16 février 1900 à Paris 9e et mort le 25 janvier 1981 à Paris 16e, est un animateur et parolier français qui fait partie des pionniers de la télévision française.

## Biographie

### Famille
Fils de l'écrivain et librettiste Franc-Nohain et de Marie-Madeleine Dauphin, Jean Nohain est le frère de l'acteur Claude Dauphin. Son parrain est Alfred Jarry.
Il reprend le nom de plume de son père, Franc-Nohain, inspiré d'une rivière donziaise. Le 24 février 1921, il épouse sa cousine Jeanne Delaunay (1899-1979) ; le couple aura quatre enfants, Marie-Françoise, professeur de latin et de grec, Dominique, acteur, Denis, musicien et Daniel, ingénieur, et quinze petits-enfants. Son fils Dominique Nohain a fait une apparition dans quelques-uns de ses spectacles, mais s'est orienté ensuite vers une carrière d'auteur dramatique. Il est le grand-père d'Isabelle Nohain (petite-fille également de Raimu) et de l'écrivaine Raphaëlle Giordano

### Enfance, formation et débuts
Il est né rue des Martyrs, mais ses parents déménagent lorsqu'il a trois ans pour habiter au cinquième étage d'un immeuble du faubourg Saint-Honoré ; ils y reçoivent notamment Colette, Maurice Barrès et Maurice Ravel. Il fait ses études au lycée Condorcet. En 1918, âgé de 18 ans, avec l'autorisation de son père il s'engage dans l'armée et est affecté dans un régiment d'artillerie à cheval et au centre d'instruction de Saint-Julien-du-Sault (Yonne). Lors de son instruction, un caporal-chef demanda au peloton : « Combien de temps met le fût du canon pour refroidir ? » La réponse, « un certain temps », devint un sketch célèbre repris par Fernand Raynaud. Il est engagé dans les ballons captifs et envoyé à Zamask combattre à cheval les Ukrainiens.
Après la Première Guerre mondiale, il est avocat et devient en 1922 secrétaire de la conférence du stage en compagnie d'un autre jeune avocat, Gaston Monnerville. Puis il devient, grâce à son père qui y est secrétaire général, journaliste à l'Écho de Paris, où il s'occupe de la page pour les enfants. Il prend alors le surnom de Jaboune que lui a donné son jeune frère. Devant le succès de sa page, il a l'idée de créer un journal pour la jeunesse, Benjamin, dont le premier numéro sort en janvier 1929 et qui trouvera rapidement 200 000 jeunes lecteurs.

### Carrière
En 1923, Jean Nohain entre à la radio pour y animer une émission de jeux, notamment pour la jeunesse, sous ce même pseudonyme de « Jaboune ». Il a l'idée de créer le jeu radiophonique intitulé Avec quoi faisons-nous ce bruit ? où les auditeurs doivent reconnaître un bruit (porte qui claque, timbre de bicyclette, etc.). Il raconte qu'il fut renvoyé de Radiola, à la suite de la plainte d'une centaine d'auditeurs, pour avoir voulu faire deviner le bruit de versement du contenu d'une carafe dans une cuvette, ceux-ci croyant reconnaître une miction.
Il est aussi parolier, notamment de Mireille. En 1934, sur des textes de Jean Nohain, Francis Poulenc compose les mélodies des Quatre chansons pour enfants. En 1935, il rédige Puisque vous partez en voyage, sur une musique de Mireille, la chanson est interprétée en duo par celle-ci et Jean Sablon. Un disque réunit les "36 chansons de Jean Nohain", avec notamment Partons en vacances, Demain je dors jusqu'à midi et Et ouf! On respire.

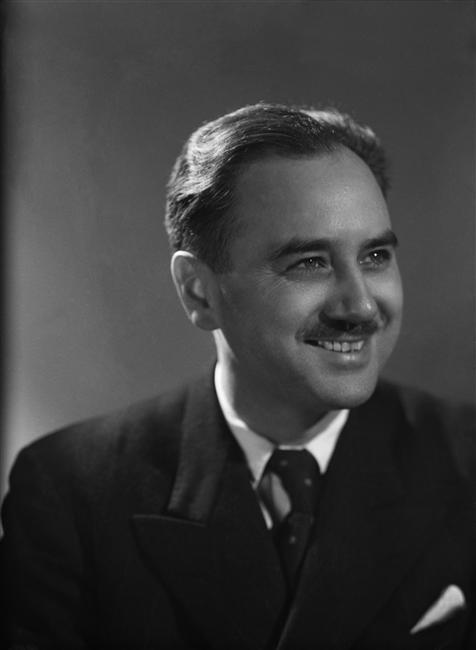
Jean Nohain en 1939 (photo studio Harcourt).

Bien que non mobilisable car père de quatre enfants, il s'engage en 1939 et combat lors de la Seconde Guerre mondiale. En juin 1940, il perd son char au combat près d'Abbeville, le blindé ayant sauté sur une mine. Il est décoré de l'ordre de la Francisque, marque d'estime du régime de Vichy. Pendant l'Occupation, il fait des tournées artistiques dans la zone libre, en compagnie de son frère Claude Dauphin et de Marguerite Moreno. Puis, en décembre 1942, il rejoint les Forces françaises libres à Londres et combat ensuite au sein de la 2e division blindée. Et à la libération de Paris il arrive le premier devant Notre-Dame, sur un char d'assaut baptisé Champs-Elysées. Le 23 novembre 1944 il reçoit une balle à la mâchoire ; blessé il quitte son char, ce qui lui sauve la vie car quelques secondes plus tard celui-ci prend feu, touché par un tir de bazooka. Cette blessure lui vaudra une paralysie gauche du visage pour le restant de ses jours ; c'est pourquoi, par la suite, dans les émissions de télévision, il s'est toujours efforcé de présenter « son meilleur profil ». Il est alors souvent accompagné, pour présenter ses émissions, du ventriloque Jacques Courtois avec sa poupée Omer, puis le "canard", comme interlocuteur pour ne donner que « le bon côté » de son visage.
Alors qu'il est en convalescence à l'hôpital du Val de Grâce pour soigner sa blessure à la mâchoire, il prépare une nouvelle émission pour la radio : Comme le temps passe, à laquelle succéderont Que personne ne sorte puis avec le producteur Emile Audiffred Reine d'un jour où une Française prise au hasard vit comme une reine le temps d'une journée, en échange de ses impressions ; cette émission connaît un très grand succès.

En 1950, il est engagé par Wladimir Porché pour la télévision. Même s’il a scénarisé dès 1937 dans le film La Fessée une expérience de télédiffusion cocasse, les débuts sont difficiles : 

« Je n'y connaissais rien. Nous nous y sommes mis à une dizaine d'amis, dont Henri Spade et Pierre Tchernia. On a filmé quelques émissions. Au début, on se faisait engueuler. Les acteurs, inexpérimentés, étaient affolés devant les caméras. Un jour Marie Bell, venue dire un poème, a oublié son texte et s'est mise à pleurer. Une autre fois, c'est Louis de Funès qui est resté en panne au milieu d'un poème de mon père, Le Poisson rouge. Nous avons fait quelques émissions ratées. »

Après une pause de deux mois, il a l'idée de créer 36 chandelles, émission de variétés télévisée considérée comme de grande qualité, diffusée sur la RTF du 27 octobre 1952 au 7 juillet 1958. Cette émission a permis au grand public de découvrir Fernand Raynaud qui en est alors un invité quasi permanent, le ventriloque Jacques Courtois , le magicien Michel de la Vega, ou encore Robert Hirsch et le géant belge Fernand Bachelard.

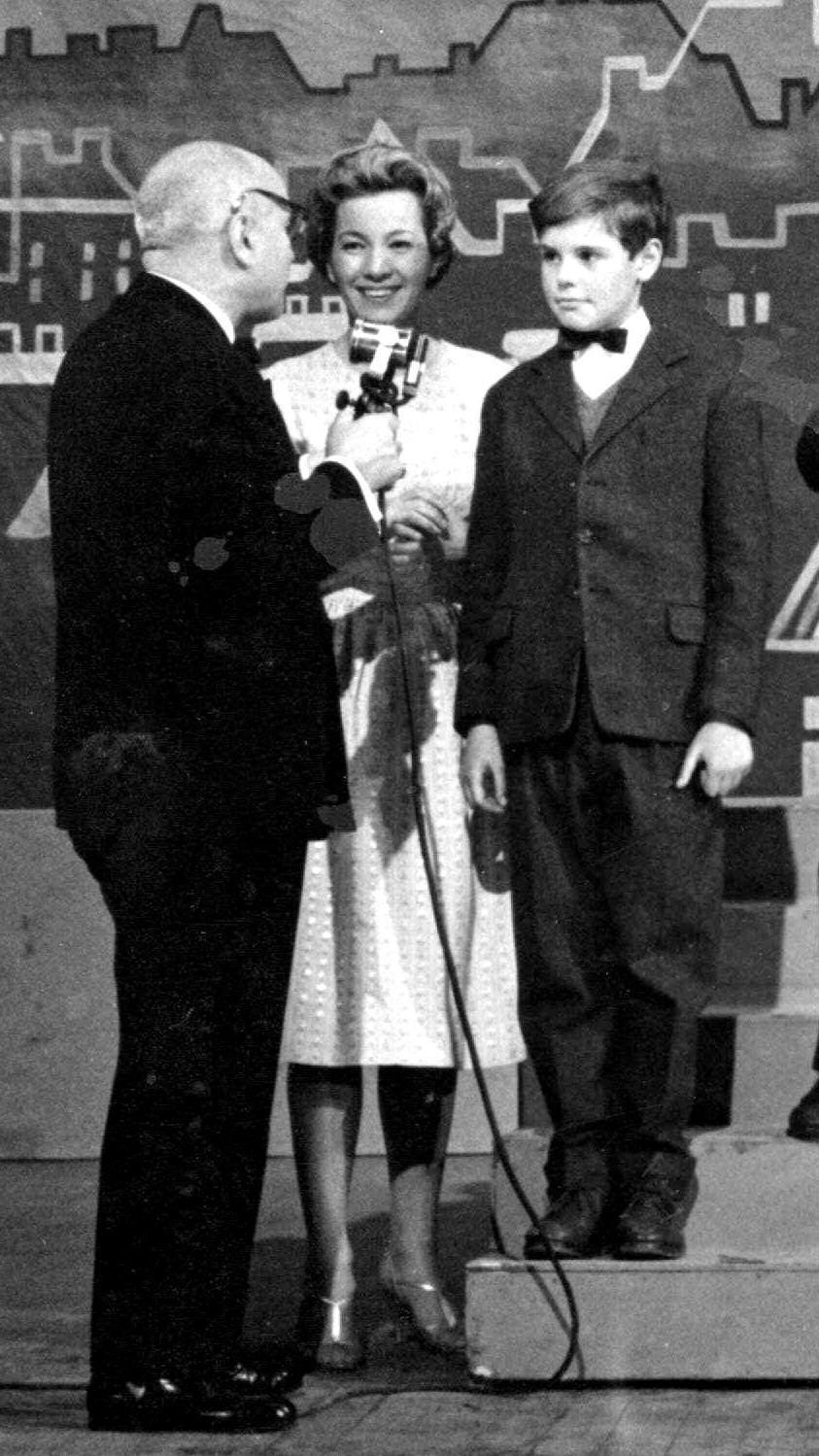
Au tout début des années 1960, il anime de nombreuses émissions de télévision destinées à la jeunesse avec Gabrielle Sainderichin, parmi lesquelles il reçoit, par exemple, le jeune Frédéric Mitterrand.

À la fin des années 1950, il anime des émissions pour les enfants sur Radio-Luxembourg, puis à la télévision dans les années 1950, 1960 et 1970 en collaboration avec Gabrielle Sainderichin, le ventriloque Jacques Courtois et son canard Omer, Gilbert Richard et Jacqueline Duforest.
Il propose à la télévision des concepts de programmes jusqu'en 1972, ayant de nombreuses idées originales. Par exemple : aller porter un bonhomme de neige en Nouvelle-Calédonie (Le Grand Voyage de Bonhomme de Neige, à Nouméa-ORTF 1re chaîne, Noël 1968, réalisateur André Leclerc). Dès 1960, il invente aussi la première émission de reportages pour enfants à l'ORTF, Quand j'avais dix ans. Celle-ci met en scène des reporters de dix ans qui abordent des sujets intéressant l'enfance tels qu’un entretien avec Annie Fratellini, mais vu sous l'angle et avec les questions d'un enfant de dix ans. Diffusée le Jeudi qui est le jour de congé de tous les écoliers et sur l'unique chaîne de télévision de France, l'émission Quand j'avais dix ans connaît un très grand succès.
Jean Nohain est aussi l'auteur de livres pour enfants, comme Friquet pilote de ligne ou les séries des Frimousset, des Grassouillet et de La Famille Amulette, toutes illustrées par Joseph Pinchon, l'auteur de Bécassine. Il est également l'auteur des Aventures de Totorix, dessinées par Poléon, dont il disait qu'Astérix était le fils.
Sur scène, Jean Nohain se caractérise par une bonhomie et un regard malicieux ponctués de quelques expressions qui lui étaient typiques (par exemple « bien de chez nous », « c'est merveilleux », etc.) Caricaturé sans méchanceté par des humoristes de l'époque, son esprit de perpétuel naïf émerveillé devant les progrès de la civilisation est en phase avec l'optimisme général des années 1950 et 1960, et apprécié pour cette raison.

Dans les années 1970, refusant de prendre sa retraite, il parcourt la France en y animant des galas où se produisent Mathé Altéry, la chanteuse Marie-Claire Tambour et le comique Amédée. Il affiche alors, malgré son âge, une santé de fer, un dynamisme et une bonne humeur inchangés, déclarant en 1978 : 

« Dans la vie, l'important est de ne pas s'arrêter : les malheureux qui partent à la retraite, s'installant devant un poste de TV ou autour d'une table de belote, sont foutus. S'il ne m'arrive aucun accident, si je ne suis pas malade, je continuerai jusqu'au bout. J'ai dit oui à la vie, oui à la France. C'est ma joie d'aller de ville en ville. »

Il écrit aussi des articles pour le magazine Notre temps.

### Vie privée et mort

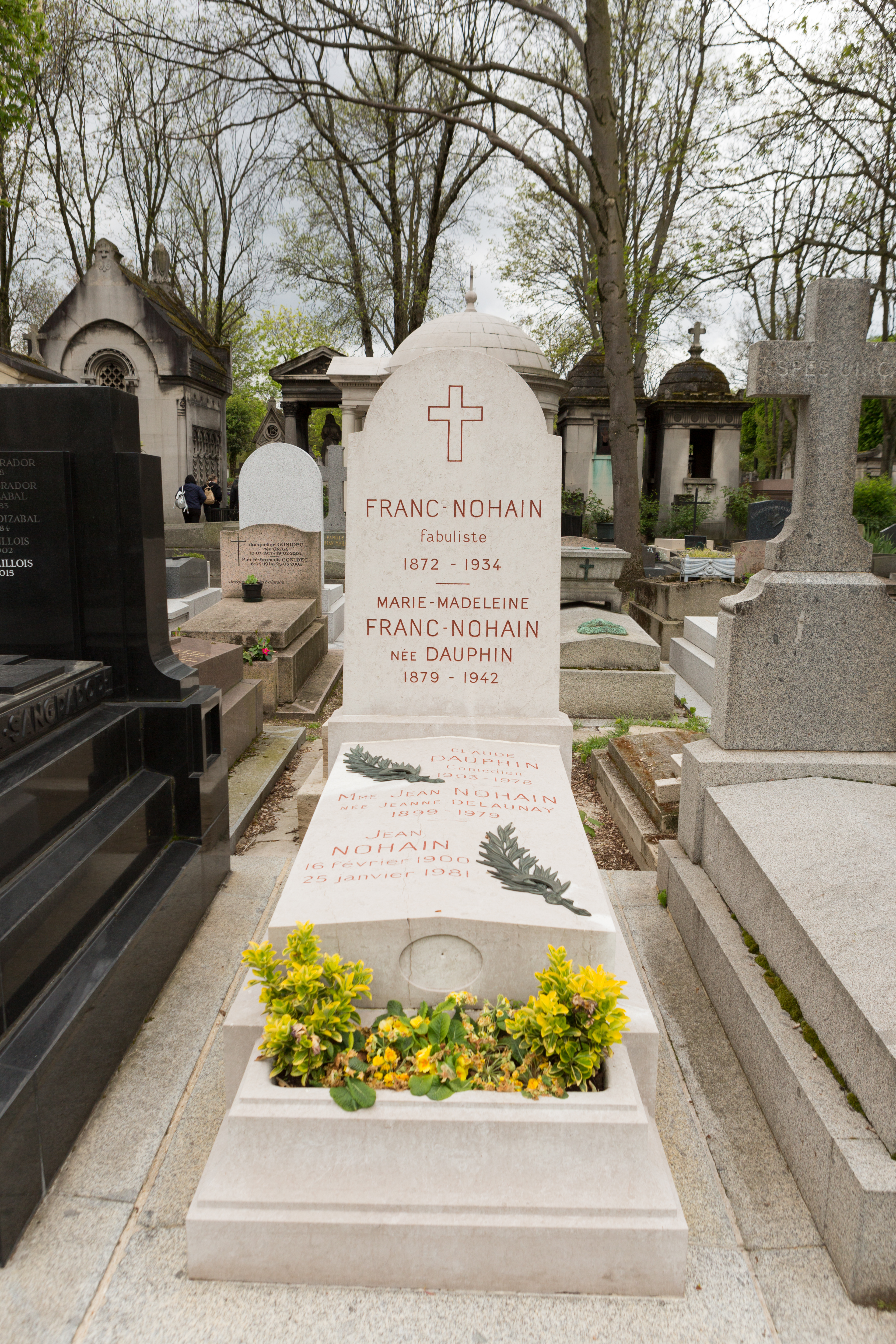
Tombe de Jean Nohain au cimetière du Père-Lachaise (division 89).

Il meurt le 25 janvier 1981, neuf mois avant Georges Brassens, l'un des grands chanteurs et artistes qu'il a admirés, et dont il a aidé la carrière en l'invitant souvent à son émission 36 chandelles dans les années 1950, au temps où il n'y avait qu'une seule chaîne de télévision.
Il est inhumé au cimetière du Père-Lachaise (division 89).
Il vécut square Alboni (16e arrondissement de Paris). Une plaque lui rend hommage sur les grilles du square.

## Prix Jean Nohain
En 2004, le prix littéraire Jean Nohain est créé, ses lauréats sont :
- 2012 : Guy Marchand, Le Soleil des enfants perdus
- 2010 : Jean-Jacques Debout, Denis Taranto, Ma vie à dormir debout : Autobiographie, Xo
- 2009 : Richard Bohringer, Zorglub et les Girafes, Flammarion
- 2008 : Patrick Poivre d'Arvor pour l'ensemble de son œuvre
- 2007 : Roger Hanin, Loin de Kharkov, Grasset
- 2006 : Catherine Ceylac, Secrets de plateau : 10 Ans de Thé ou Café sur France 2, Le Cherche-midi  (ISBN 978-2749105499)
- 2005 : Zappy Max, L'âge d'or de la radio, Le Rocher  (ISBN 978-2268052076)
- 2004 : Charles Aznavour, Le temps des avants, Flammarion  (ISBN 978-2080685360)
- 2001 : Jean Amadou, Je m'en souviendrai, de ce siècle !
- 1994 : André Degaine, Histoire du théâtre dessinée

## Œuvres
- Nos amies les bêtes, André Kertész, Jean Nohain, Paris, Librairie Plon, 1936 (OCLC 18151457)
- Friquet, pilote de ligne (sous le pseudonyme Jaboune) co-écrit avec Henri Kubnick, Plon, 1937
- Friquet sur sa locomotive, (sous le pseudonyme Jaboune) co-écrit avec Henri Kubnick, Plon, 1938
- Le Bal des pompiers, Jean Nohain, Paris, Édition du livre français, 1946 (OCLC 30724122)
- Plume au vent comédie musicale en 6 tableaux, Jean Nohain, Paris, Paris-Théâtre, 1948 (OCLC 65775850)
- "J'ai 50 ans", Julliard, 1952
- La Famille Fanfare, albums Jaboune, texte de Jean Nohain, images de Poléon, Calmann-Lévy éditeur, 1952.
- Les aventures de Totorix, albums Jaboune, texte de Jean Nohain, images de Poléon, Calmann-Lévy éditeur, 1952.
- Jean Donguès, Gosses de Paris (préface de Jean Nohain), Jeheber, Paris, 1956
- Histoire du rire à travers le monde, Jean Nohain, Paris, Hachette, 1965 (OCLC 1489503)
- La Traversée du XXe siècle, Jean Nohain, Paris, Hachette, 1966 (OCLC 19006849)
- Le Pétomane, 1857-1945, sa vie, son œuvre, Jean Nohain, François Caradec, Paris, J.J. Pauvert, 1967 (OCLC 2062283)
- Frégoli, 1867-1936, sa vie et ses secrets, Jean Nohain, François Caradec, Paris, la Jeune Parque, 1968 (OCLC 3914379)
- Gaffes et Gaffeurs : bévues, bourdes, cuirs, impairs, maladresses, pataquès, pieds dans le plat, quiproquos, Jean Nohain, Paris, P. Horay 1972 (OCLC 709629)
- Suite de Gaffes : bévues, bourdes, cuirs, impairs, maladresses, pataquès, pieds dans le plat, quiproquos, Jean Nohain, Paris, P. Horay 1973
- Bien de chez nous ! : mot à mot de A à Z, Jean Nohain, Paris, Éditions de Provence, 1976 (OCLC 2492660)
- Les Châteaux de sable, Jean Nohain, Arlette Albane, Paris, P. Horay, 1977 (OCLC 3531268)
- La Main chaude, Jean Nohain, Paris, Julliard, 1980 (OCLC 6609414)
- Demain je dors, Jean Nohain et Mireille

## Théâtre

### Auteur
- Mars 1938 : Cavalier seul de Jean Nohain et Maurice Diamant-Berger, Théâtre du Gymnase
- 1946 : Le Bal des pompiers, mise en scène Pierre-Louis, Théâtre Verlaine, Théâtre des Célestins
- Paméla, opérette de Jean Nohain et Claude Pingault
- 1949 : Plume au vent comédie musicale de Jean Nohain et Claude Pingault, mise en scène Jean Wall, Théâtre des Célestins

### Comédien
- 1939 : Baignoire « B » de Maurice Diamant-Berger, mise en scène Jean Wall, Théâtre Marigny

## Cinéma
- 1932 : Le Truc du Brésilien d'Alberto Cavalcanti (musique)
- 1937 : La fessée de Pierre Caron (scénario)
- 1939 : En correctionnelle, court métrage de Marcel Aboulker (acteur)
- 1953 : Soyez les bienvenus ou L'Autocar en folie est un film français de Pierre-Louis (dialogue et son propre rôle)
- 1954 : Boum sur Paris de Maurice de Canonge : lui-même
- 1957 : C'est arrivé à 36 chandelles de Henri Diamant-Berger : lui-même
- 1960 : Rue de la Gaîté (TV) : lui-même

## Distinctions

### Décorations
Comme son père, Jean Nohain accéda au grade de  Commandeur de la Légion d'honneur

## Postérité

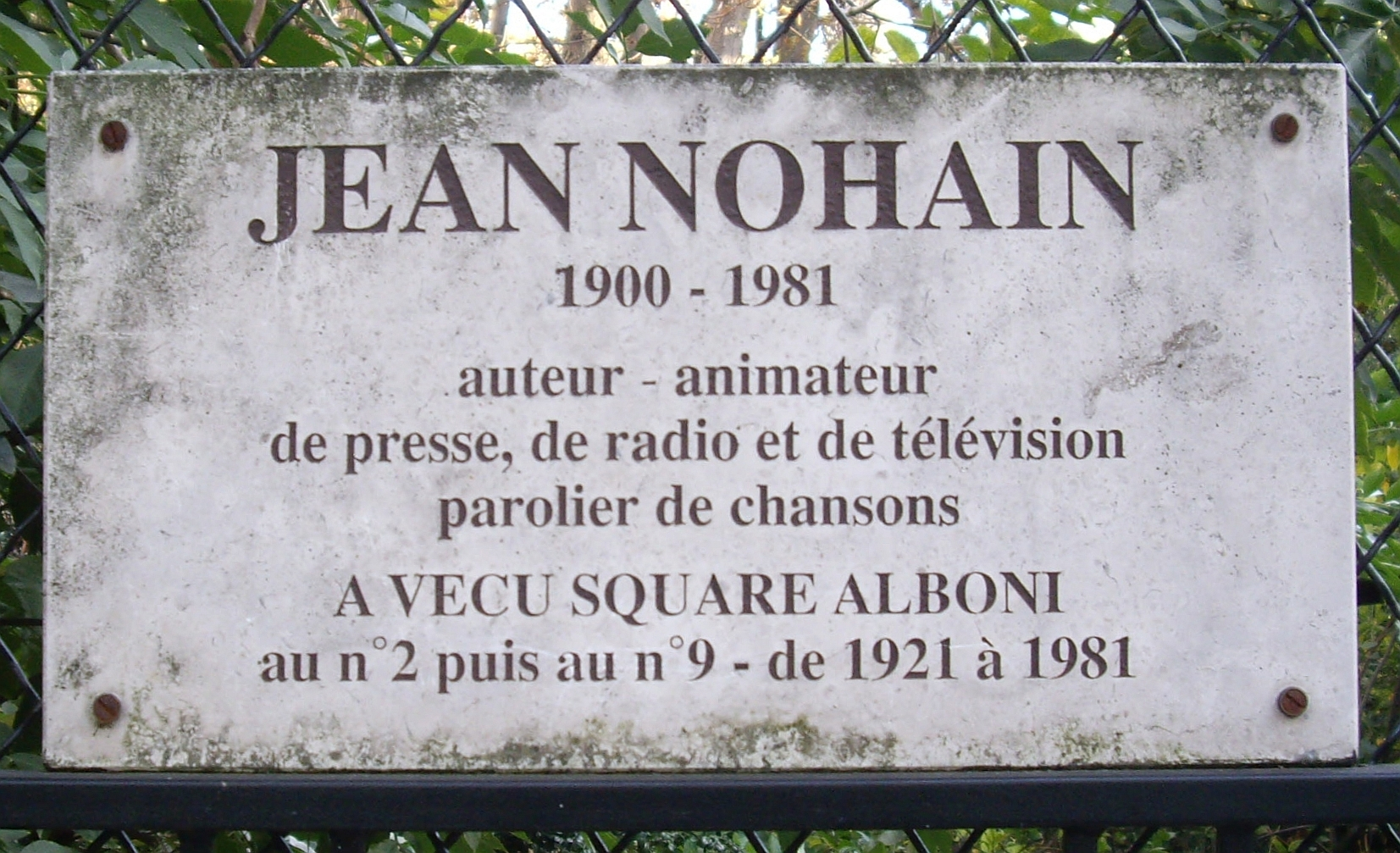
Plaque square Alboni (Paris).

Dans leur sketch Les commerces, les Inconnus font dire à un de leurs personnages : « J'ai même plus le temps d'écouter la TSF. Même les émissions de Jean Nohain... Jean Nohain est mort ?! Mais lors d'un bombardement ?! C'est pas possible autrement ! ».
Une rue à son nom lui est consacrée dans le 19e arrondissement de Paris.
Une salle est nommée également en son honneur dans la ville de Lens (Pas-de-Calais).